# Scandale du piratage téléphonique par News International

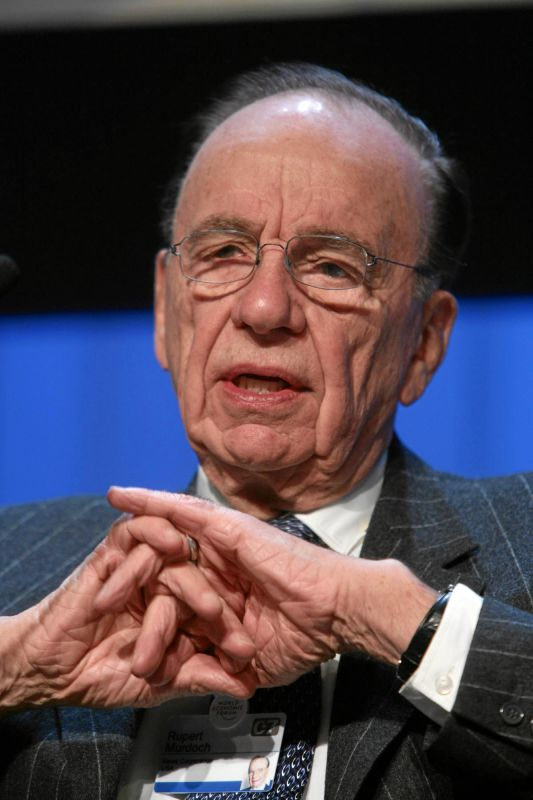
Le Milliardaire Rupert Murdoch, directeur de News Corporation, à Davos (2007).

Le scandale du piratage téléphonique par News International ou scandale des écoutes téléphoniques aussi appelé Murdochgate ou Rupertgate est une vaste affaire politico-médiatique qui débute en juillet 2011 au Royaume-Uni.  Elle est considérée comme un des plus graves scandales de l'histoire du Royaume-Uni. 
Tout commence par une enquête des journalistes du Guardian révélant que le tabloïd News of the World, média du milliardaire Rupert Murdoch, pirate les téléphones portables de la population.  
Il cible en particulier les victimes de meurtres et de tragédies, ainsi que leurs familles, pour ensuite dévoiler le contenu de leur téléphone,. D'autres journaux détenus par Rupert Murdoch, auraient eu recours à des méthodes semblables, y-compris contre la classe politique,.   
Les révélations du Guardian créent une onde de choc dans la société britannique.    
Elles entrainent la faillite du News of the World, la démission de plusieurs responsables, des poursuites criminelles, et une pluie d’enquête parlementaires et judiciaires. Elle vaut notamment aux membres de la famille Murdoch d’être convoqués par la justice à Londres pour être interrogés.   

## Chronologie
Cette affaire a été révélée la première fois en 2010 par Sean Hoare, retrouvé mort et décédé chez lui le 17 juillet 2011, deux jours avant l'audition par la justice du chef et aussi magnat de la presse Rupert Murdoch,.
Le 6 juillet 2011, le Premier ministre britannique David Cameron annonce au Parlement britannique qu'une enquête publique du gouvernement sera mise en place (voir Leveson Inquiry). Le même jour, News of the World annonce qu'il publiera pour la dernière fois le 10 juillet, après 168 ans d'existence.
Rebekah Brooks, éditeur en chef de News of the World à l'époque, démissionne le 15 juillet 2011 de News International, son employeur du moment, sous la pression des plaintes reçues. Le même jour, Les Hinton, homme de confiance de Rupert Murdoch, démissionne de son poste de PDG de Dow Jones and Company, une filiale de News International. Le 17 juillet, le chef du Metropolitan Police Service (police de Londres), Paul Stephenson, démissionne « en raison de ses liens avec un ancien rédacteur en chef de News of the World, Neil Wallis ». Rebekah Brooks est arrêtée.
Rupert Murdoch, PDG et important actionnaire de News Corp., et son successeur présumé, son fils James Murdoch (en), ont reçu une citation à comparaître devant le Parlement britannique. Devant la commission parlementaire, Rupert Murdoch a affirmé qu'il n'était pas au courant que, dans les années 2000, News Corporation avait versé jusqu'à 700 000 livres pour régler à l'amiable des poursuites judiciaires entamées par des personnes qui avaient la certitude d'être mises sur écoute.
Aux États-Unis, où News Corporation détient plusieurs médias importants, dont The Wall Street Journal et Fox News Channel ; le FBI a décidé de mener une enquête sur de telles activités envers des victimes des attentats du 11 septembre 2001,.
En août 2011, trois anciens éditeurs du News of the World sont arrêtés : Stuart Kuttner (en) le 2 août, Greg Miskiw (en) le 10 août et James Desborough (en) le 18 août.
En novembre 2011, la presse britannique révèle que des gens employés par News of the World ont procédé à l'écoute illégale de messages téléphoniques de personnalités politiques britanniques.
Le 28 janvier 2012, la Metropolitan Police perquisitionne le siège londonien de News International et arrête un de ses policiers ainsi que quatre journalistes du Sun.
Le 11 février 2012, The Sun est de nouveau frappé de plein fouet avec l'Opération Elveden (en) qui sert a arrêté le rédacteur en chef adjoint Geoff Webster (en), le chef des reportages John Kay (en), le correspondant à l'étranger principal Nick Parker (en) et le reporter John Sturgis. Un policier, un militaire et un employé du ministère de la Défense sont également arrêtés.